# Bernard Bresslaw
Bernard Bresslaw (né le 25 février 1934 à Stepney, dans le Grand Londres et mort le 11 juin 1993 à Enfield, aussi dans le Grand Londres) est un acteur anglais. Il est surtout connu pour ses rôles comiques, particulièrement dans la série de films Carry On.
Il est également reconnu pour sa phrase fétiche I only arsked, prononcée avec un fort accent cockney.

## Biographie
Bernard Bresslaw est né le 25 février 1934 dans une famille juive de Stepney, Londres,. Son père travaille pour un tailleur. Il fréquente la Coopers' Company's School à Tredegar Square, Bow (Londres). Bresslaw s'intéresse au théâtre après avoir visité le Hackney Empire. Il reçoit une bourse du London County Council pour suivre une formation au Royal Academy of Dramatic Art, où il remporte le Emile Littler Award de l'acteur le plus prometteur.
En 1959, Bresslaw marie la danseuse Betty Wright. Le couple aura trois fils : James, Mark et Jonathan.
Bernard Bresslaw se fait connaitre dans les productions Educating Archie (en) (radio) et The Army Game (en) (télévision). C'est dans cette dernière qu'il utilise pour la première fois sa phrase fétiche I only arsked. Il tient par la suite des rôles à la télévision, au cinéma et dans des pièces de théâtre shakespeariennes. En 1965, il fait une percée avec son rôle dans le film Carry on Cowboy (en).
En 1968, il tient le rôle de Varga, le principal méchant de l'épisode The Ice Warriors de la série Doctor Who. Entouré d'acteurs dépassant les six pieds de haut, il les dépassent de beaucoup (il fait six pieds sept pouces). Sonny Caldinez, jouant un guerrier des glaces dans l'histoire, témoignera en 2004 que Bresslaw « était le seul homme qui pouvait le faire sentir petit »[réf. souhaitée].
Apparaissant officiellement dans 14 films de la série Carry On, Bresslaw apparaît dans un autre, Carry On Nurse. Les jambes de Terence Longdon étant inappropriées, on utilise celles de Bresslaw pour les scènes où Joan Sims lui donne un bain[réf. souhaitée].
Le 11 juin 1993, Bresslaw meurt d'une crise cardiaque dans sa loge au Open Air Theatre à Regents Park,, Il est incinéré au Golders Green Crematorium, où ses cendres sont enterrées.

## Filmographie

### Télévision
- Robin des Bois
- The Army Game (en)
- 3 Carry On Christmas Specials (en) et Carry On Laughing
- Destination Danger (série télévisée) (Danger Man : The Outcast) dans le rôle de Leo (1964)
- Doctor Who, épisode « The Ice Warriors » (1967) dans le rôle de Varga
- The Goodies (en)
- The Book Tower (en)

### Cinéma
- Le Sang du vampire (Blood of the Vampire) (1958)
- I Only Arsked! (en) (1958)
- The Ugly Duckling (en) (1959)
- Too Many Crooks (1959)
- Carry On Cowboy (en) (1965)
- Carry On Screaming! (en) (1966)
- Morgan: A Suitable Case for Treatment (1966)
- Follow That Camel (en) (1967)
- Carry On Doctor (en) (1967)
- Carry On... Up the Khyber (1968)
- Carry On Camping (en) (1968)
- Alerte Satellite 02 (Moon Zero Two) (1969)
- Carry On Up the Jungle (en) (1970)
- Carry On Loving (en) (1970)
- Up Pompeii (en) (1971)
- The Magnificent Seven Deadly Sins (en) (Avarice segment) (1971)
- Carry On at Your Convenience (en) (1971)
- Carry On Matron (en) (1972)
- Carry On Abroad (en) (1972)
- Carry On Girls (en) (1973)
- Carry On Dick (en) (1974)
- Carry On Behind (en) (1975)
- Objectif Lotus (One of Our Dinosaurs Is Missing) (1975)
- Jabberwocky as "The Landlord" (1977)
- Hawk the Slayer as "Gort" (1980)
- Krull (1983)
- Astérix et le Coup du menhir (Asterix and the Big Fight) (animation) as voice of "Obelix" (1989)
- Leon the Pig Farmer (en) (1993)
- Bernard Bresslaw: A Story About Bernard Breslaw "as Joe" (2009)

## Théâtre
Bresslaw joue pour les compagnies de théâtre Young Vic, Royal Shakespeare Company et Royal National Theatre.
L'un de ses derniers rôles est celui de Malvolio dans Twelfth Night (1990), joué au Open Air Theatre, Regent's Park. Dans les années 1990, il joue également le génie de la lampe dans Aladdin au Theatre Royal (en).

## Discographie

### Singles
- Mad Passionate Love/You need Feet (1958)
- The Army Game/What do we do in the Army? (1958) Michael Medwin, Bernard Bresslaw, Alfie Bass & Leslie Fyson
- Charlie Brown/The Teenager's Lament (1959)
- Ivy Will Cling/I Found a Hole (1959)

Sa chanson You Need Feet, une parodie de You Need Hands de Max Bygraves (en), est utilisée lors d'une émission spéciale de the Rutles, accompagnant une parodie du film A Thousand Feet of Film de Yoko Ono

### Poésie
Bresslaw est l'auteur de Ode to the Dead Sea Scrolls.